# Брахихитон наскальный

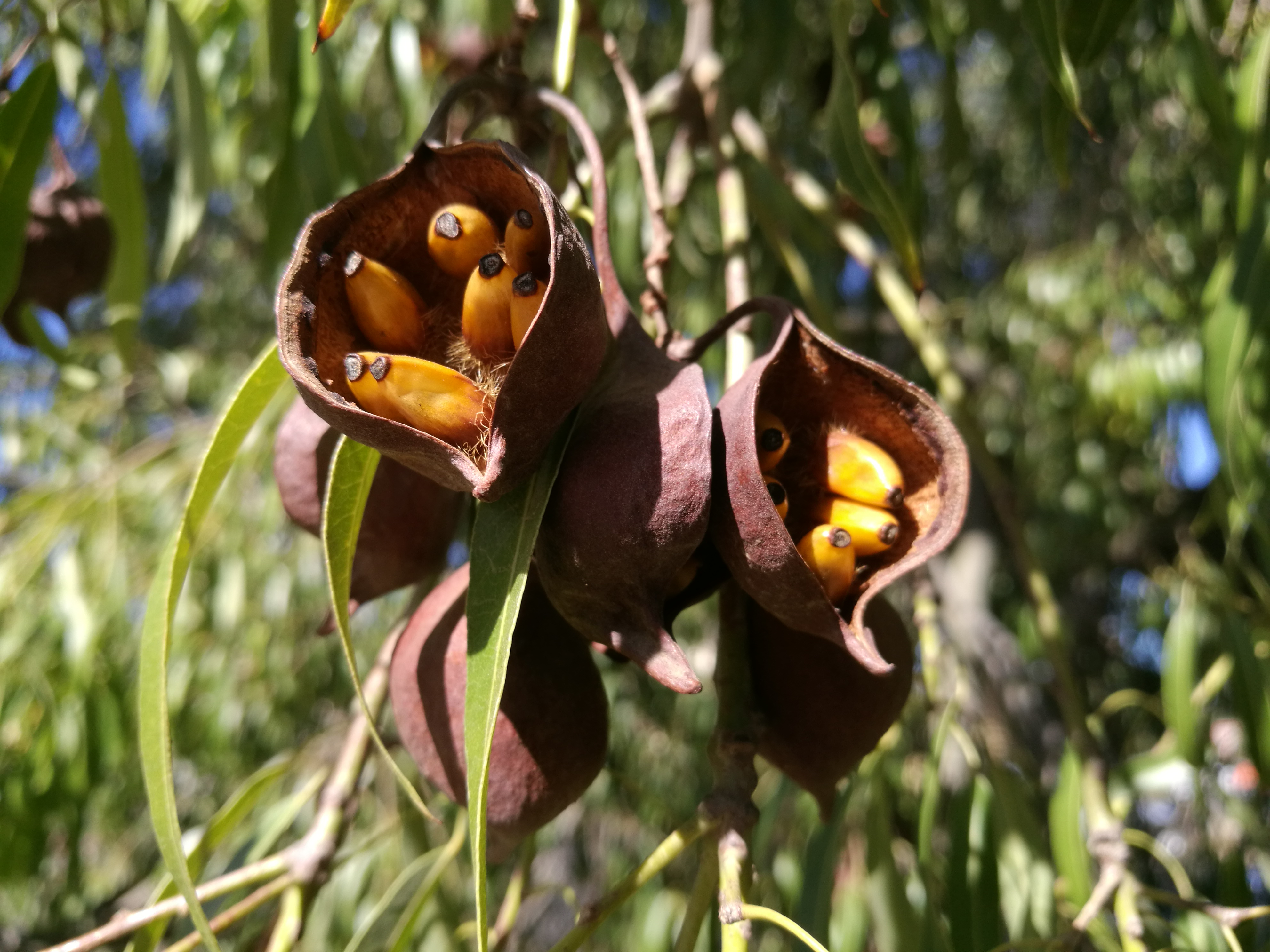
Плоды

Брахихитон наскальный, или бутылочное дерево (лат. Brachychiton rupestris) — дерево семейства Мальвовые. Эндемик Квинсленда (Австралия).
Ствол достигает в высоту 15 м, расширяется внизу до 1,5—2 м и издали похож на гигантскую бутыль. Подобно некоторым бомбаксовым, в расширенной части ствола бутылочное дерево накапливает воду, которая расходуется в сухое время года.